# Casa de Pedra (Torelló)
La Casa de Pedra, Casa Coll o Casa Bacardí és un monument del municipi de Torelló (Osona) inclòs en l'Inventari del Patrimoni Arquitectònic Català. Construcció d'origen del segle xv, de forta tradició local, que al llarg dels segles ha viscut diverses reformes fins a arribar a l'estat actual d'estil historicista. L'edifici fou restaurat a mitjan anys 90 del segle xx, en què se'n va modernitzar completament l'interior tot mantenint la façana.

## Descripció
Casa de pisos en la qual s'hi distingeixen tres cossos: el central té un portal adovellat amb una finestra de línies gòtiques a nivell del primer pis i al damunt badius sostinguts per columnetes. És cobert a una sola vessant, a la part dreta del portal hi ha unes finestres les quals ostenten un dracs de ferro. El cos lateral esquerre consta de planta baixa i primer pis i els portal són de forma rectangular amb un balcó al damunt de barana amb calats i sostingut per mènsules. El trencaaigües del portal és decorat amb formes vegetals i animals. El cos de la part dreta té un portal d'arc rebaixat i el primer pis un balcó semblant a l'altre cos. És construïda amb pedra d'aparell regular i ben picada. Els teulats formen una barbacana molt de sortint. L'estat de conservació és bo.

## Història
Edifici de línies neogòtiques que es troba a la plaça de Jacint Verdaguer de la vila de Torelló, prop de la plaça Vella o del Mercadal. No hem pogut esbrinar qui fou l'arquitecte que la traçà ni l'època en què es va construir. De totes maneres observem que la casa fou reconstruïda a partir d'una edificació anterior a jutjar per les dades constructives, una de les quals és d'època molt antiga, ja que és datada el 1475. L'altre duu la data de 1896. El cos de la part dreta duu la inscripció següent: "MIRA QUE TE MIRA DIOS EN T D[...]".
Aquesta casa és fruit de l'ascens històric de la família Coll. L'origen familiar el trobem al mas Coll, prop de Rocaprevera. El seu establiment a la Sagrera és un fet ja datat al segle xv, 1475. Exerceixen la paraireria i després la farmàcia, fet que els encimbellà a la vila. Destacaren en medicina i jurisprudència.

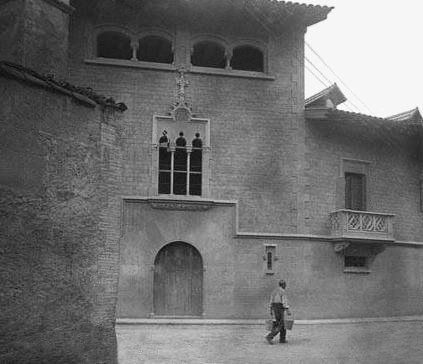
La Casa Coll, fotografiada per Lluís Marià Vidal i Carreras entre 1900 i 1910

Es van establir prop de l'antiga plaça de la Fàbrega; allà aplegaren tres cases consecutives que donaren pas a l'actual casa Coll o casa de Pedra. Entre mitjan segle xviii i principis del XIX, Francesc Coll i Descatafals (1731-1818), l'hereu del Coll, s'establí com a farmacèutic a la ciutat de Barcelona. El seu fill, Josep Coll i Dorca (1764-1800), es doctorà en Medicina, publicà diversos escrits divulgatius traduïts de l'alemany i del llatí. La salut precària el portà a fer estades llargues a Torelló, on prenia els banys del Ter. Morí als trenta-sis anys després d'haver maridat amb una rica pubilla barcelonina, de la família Jové, i de tenir un fill, Francesc Xavier Coll i Jové (1799-1847). Aquest destacà com a advocat. Fou alcalde constitucional de Barcelona l'any 1839 i diputat a Corts i provincial. Va obtenir el títol de Cavaller de l'Orde d'Isabel la Catòlica. Eduard Coll i Masadas (1824-1890) va ser doctor en Dret Civil i Canònic i comanador numerari del Reial Orde Americà d'Isabel la Catòlica, catedràtic d'Economia Política a l'Escola Industrial de València i catedràtic de Geografia i Estadística Comercial a l'Institut de Barcelona. El rei Alfons XII li atorgà un títol de noblesa el 7 de març de 1883.
La casa Coll, al carrer de Rocaprevera, era cuidada per la família Vilardell. En Jaume Vilardell Gallifa feia de jornaler, estava casat amb Narcisa Espona Arau i tenien cinc fills. Cuidaven la casa i els Coll hi passaven temporades estiuenques.
L'arquitecte Josep Maria Coll i Bacardí, membre de la família però no el propietari, s'encarregà de reformar la façana de la casa pairal. Era assidu concurrent del Cercle Artístic de Sant Lluc, entitat fundada a Barcelona l'any 1893 pels germans Llimona i altres artistes, sota l'impuls de Torras i Bages, i caracteritzada per un rígid moralisme catòlic oposat a l'humorisme anticlerical del modernisme bohemi que imperava al Cercle Artístic de Barcelona. Fou recomanat pel bisbe Josep Torras i Bages, des de la Seu de Vic, a l'hora de construir la nova façana del temple parroquial de Torelló a principis del segle xx, obra que acabà amb les característiques rajoles de les dues torres. Poc després, el 1911, treballà en el projecte de la capella del Santíssim Sagrament de l'església parroquial, aleshores amb Ramon Pladelasala com a rector.
La façana de la casa pairal es realitzà en estil neogòtic i la pedra es va treure d'un palau de la Via Laietana, en aquell moment en obres (1908-1913). El fet que no es conservi el projecte ni el permís d'obres, fa dubtar sobre l'any en què executà l'obra. La llinda de la façana indica l'any 1896 i les obres d'obertura de la Via Laietana a Barcelona són de 1908-1913. La primera llinda pot indicar l'inici de la reforma, encara que cal tenir present que aleshores Josep Maria Coll tenia divuit anys. Les obres de la façana de l'església parroquial, la capella del Santíssim Sagrament, també al temple parroquial, indueixen a pensar que realitzà la reforma en aquests primers any del segle xx.
La Casa Coll passà a Laureà Coll i Soler, fill d'Eduard qui reformà l'interior de la casa l'any 1959; hi va canviar la cuina i es van fer lavabos nous. La petita reforma anà a càrrec del mestre d'obres Bustins.
L'any 1995 la finca fou adquirida per Josep Pujol Vila, copropietari de la Torre Faura, una altra torre històrica de Torelló.
L'actual propietari hi ha realitzat una reforma interior i una restauració de la façana segons un projecte de 1996.